# فرناندا بافيسيتش
ماريا فرناندا بافيسيك روخاس (ولدت في 12 مايو 1999) هي عارضة أزياء بوليفية وملكة جمال تم تتويجها ملكة جمال بوليفيا 2022. ستمثل بوليفيا في ملكة جمال الكون 2022.

## روابط خارجية
- promocionesgloria.com
- فرناندا بافيسيتش على إنستغرام